# Liste der brasilianischen Botschafter in Tansania
Die Botschaft Brasiliens befindet sich in Daressalam, der ehemaligen Hauptstadt Tansanias.
Der Botschafter in Daresalam ist auch in Victoria (Seychellen), in Moroni (Komoren) und bei der ostafrikanischen Gemeinschaft akkreditiert.
| Ernannt       | Name                                | Bemerkungen | Mensagem Senado Federal | im Senat des Nationalkongress (Brasilien) vorgestellt am | ernannt von               | akkreditiert bei  | Posten verlassen |
| ------------- | ----------------------------------- | --- | ----------------------- | -------------------------------------------------------- | ------------------------- | ----------------- | ---------------- |
| 24. Dez. 1993 | Luciano Osório Rosa                 | Amtssitz in Maputo | MSF 381 de 1993         | 17. Dez. 1993                                            | Itamar Franco             | Ali Hassan Mwinyi |                  |
| 7. Juli 2005  | Appio Claudio Muniz Acquarone Filho | (* 15. Juni 1949 in Rio de Janeiro) Sohn von Neyde Moraes Acquarone und Appio Claudio Muniz Acquarone                  | MSF 130 de 2005         | 28. Juni 2005                                            | Luiz Inácio Lula da Silva | Jakaya Kikwete    |                  |
| 30. Apr. 2009 | Francisco Carlos Soares Luz         | (* 11. März 1962 in Caldas Minas Gerais) Sohn von Eunice Soares Luz und Francisco Luz, 2008: Geschäftsträger in Maputo | MSF 46 de 2009          | 15. Apr. 2009                                            | Luiz Inácio Lula da Silva | Jakaya Kikwete    |                  |
| 18. Okt. 2011 | Francisco Carlos Soares Luz         | Auch für Victoria (Seychellen) ernannt.                                                                                | MSF 77 de 2011          | 24. Aug. 2011                                            | Dilma Rousseff            | Jakaya Kikwete    |                  |